# Oligodon petronellae
Oligodon petronellae este o specie de șerpi din genul Oligodon, familia Colubridae, descrisă de Roux 1914. Conform Catalogue of Life specia Oligodon petronellae nu are subspecii cunoscute.